# 카럴 스트라위컨
카럴 스트라위컨(네덜란드어: Carel Struycken, 1948년 7월 30일 ~ )은 네덜란드의 배우이다.

## 출연 작품
- 제럴드의 게임 (2017)
- 폴린 원즈 (2005)
- 아이 워크 업 어리 더 데이 아이 다이드 (1998)
- 아담스 패밀리 3 (1998)
- 맨 인 블랙 (1997)
- 오블리비언 2 (1996)
- 언더 더 훌라 문 (1995)
- 에이리언의 위장 침투 (1995, Out There)
- 오블리비언 (1994)
- 마그마 탐험대 (1993)
- 아담스 패밀리 (1991)
- 프레임드 (1990)
- 스타 트렉 - 넥스트 제너레이션 TV 시리즈 (1987)
- 이스트윅의 마녀들 (1987)
- 인돌 전쟁 이워크 (1985)
- 더 프레이 (1984)
- 다이 래핑 (1980)
- 서전트 페퍼스 론리 하츠 클럽 밴드 (1978)
- 내 친구 바야바 (1977)